# Copelatus coxalis
Copelatus coxalis es una especie de escarabajo buceador del género Copelatus, de la subfamilia Copelatinae, perteneciente a la familia Dytiscidae. Fue descrito por Sharp en 1882.